# Pintér Tamás kötetben ki nem adott elbeszélései
Pintér Tamásnak négy elbeszéléskötete (Halálos twist, A megváltás elmarad, A csendárus és A megfigyelő) jelent meg. Az ezekben kiadott novellákon túl számos elbeszélést írt, amelyek különböző lapokban láttak napvilágot.

## Elbeszélések

### 1960-1964
- Az első fehér betű – A második világháború végén, a német megszállás alatt játszódó történet, amelyben egy fiatalember nyilaskeresztes feliratokat mázol a falakra a helyi körzetvezető utasítására. A barátnője, a mész fojtogató szagára hivatkozva, elutasítja őt, így a festék egyfajta szimbolikus jelentést kap. A fiú éjszaka lefesti a feliratait. Ez volt Pintér Tamás első olyan elbeszélése, amely megjelent. Az Élet és Irodalom közölte 1960. február 12-én.[1]
- Szív a fagypont alatt – Vince II. János villamosvezető nyugdíjazás előtti utolsó járatát vezeti. Az öregember a fagyos éjszakában elszámol az életével, szembenéz az öregséggel és a nyugdíjas kor kilátástalanságával. Az írás az Élet és Irodalom 1960. június 10-ei számában látott napvilágot. A Magyar Rádió 1960. augusztus 25-én rádiónovellaként sugározta, ez volt a szerző első ilyen módon feldolgozott novellája.[2]
- Vasárnap szombaton van – Egy fiatal pár története, akik csak szombatonként találkoznak, mert a fiú vidéken dolgozik. A lány szeretné, ha összeházasodnának, mert akkor együtt lakhatnának. A fiú zsebében ott van egyik barátja lakásának kulcsa, de sokáig nem meri elővenni, majd összeszedi a bátorságát, és felviszi a lakásba a lányt. Az idegen lakásban érti meg, hogy „Itt csak ölelkezni lehetne. Szeretni nem. A szeretetnek állandóság kell”. Az Élet és Irodalomban jelent meg először, 1961. január 27-én.[3]
- A harang nem hallgat el – Fehér Antal feleségével és két gyerekével felmegy a templom harangtornyába, beszögeli maguk mögött az ajtót, és harangozni kezd. A bányászt és 16 társát egy üzemi baleset után elbocsátották, és tiltakozásul egész nap és éjszaka húzza a harangot. A bányászok másnap nem veszik fel a munkát, és a csendőrök rátörik Fehérékre az ajtót, majd a férfit elviszik. Amikor elindulnak a településről, valaki ismét harangozni kezd. A novella először az Élet és Irodalom 1961. október 21-ei számában jelent meg, majd 1962. január 3-án rádiónovellaként is elhangzott.[4]
- Te leszel a nap hőse – Az elbeszélésben sorkatonák versengenek a néhány órás kimaradásért. Bata elsőként éri el a kitűzött célt, de ezzel gúny tárgya lesz, és hiába kapja meg az eltávozási engedélyt, nem tudja, érdemes-e még kimennie barátnőjéhez a laktanyából. A novella az Élet és Irodalom 1962. február 3-ai számában jelent meg.[5]
- Homokba rajzolt madár – Egy fiatalember megismerkedik egy nővel a Balaton-parton. A nőről lassan kiderül, hogy férje van, aki Amerikába disszidált. A fiú vágyik a nőre, az azonban csak az anyagi javakkal foglalkozik, és ott is hagyja őt. 1962. április 28-án jelent meg az Élet és Irodalomban.  1962. augusztus 6-án rádiónovellaként hangzott el a Magyar Rádióban. 1963-ban tévéjáték készült a novellából Zolnay Pál rendezésében. A történetet a szerző az elbeszéléshez képest jelentősen átalakította, erősen átpolitizálta. Emiatt nem került adásba, művészklubokban vetítették néhányszor.[6]
- Igyunk a találkozásra – Gáli, a funkcionárius autója lerobban, és a sofőr nekiáll javítani. Gáli elindul taxit keresni, de ekkor összefut egy régi ismerősével, akivel együtt dolgozott, még munkásként. Nem tudja az invitálását visszautasítani, és kénytelen bemenni a bisztróba, ahol volt kollégái isznak. Gáli feloldódik, jól érzi magát. Végül egy régi kollégájával hazaindul, amikor megáll mellettük a szolgálati kocsi. A baráti hangulat elpattan. Az Élet és Irodalom 1962. szeptember 8-ai számában jelent meg.[7]
- Hal és ember – A Duna-parton játszódó horgásztörténet. A lány, Cini (a szerző második felesége, Hasszán Ilona beceneve) sorban fogja a halakat, míg a fiúban egyre nő a méreg és a féltékenység. Az Élet és Irodalom 1962. október 6-ai számában jelent meg.[8]
- A katona szereti a napot – Két katona filozofikus vitája arról, hogy a testi vagy a lelki fájdalom okozása hasznosabb-e a vallatás során. Az Élet és Irodalom 1962. december 1-jei számában jelent meg.[9]
- Legyen világosság – Az elbeszélés vonaton játszódik. Egy fiatalember, aki csákányozás közben rávágott egy háborúból hátramaradt robbanószerre és annak detonációjától megvakult, barátnőjével új otthonába, egy világtalanok számára fenntartott intézetbe utazik. A fiú el van keseredve, nem akar az intézetbe menni, és fél, elveszíti barátnőjét. Először az Élet és Irodalom 1963. május 18-ai számában, majd a Budapesti KISZ élet 1965. évi júliusi számában jelent meg.[10]
- A teremtés egy napja – Az elbeszélés egy elválás története, amely egy vidéki pályaudvaron játszódik. A nő úgy dönt, nem jön többet vőlegényéhez, aki az épülő városban dolgozik. A férfi marasztalja, de a nő hajthatatlan, mert elege van az ígérgetésekből. Folyamatos vádjai hatására a férfi besokall, úgy dönt, elengedi a nőt. Amikor ezt kimondja, a nő már maradna. A novella a Palócföld 1963. novemberi számában jelent meg.[11]

### 1965-1969
- Ebben a házban nem lakik senki – A börtönből szabaduló férfi felkeresi volt barátnőjét, aki egy villában házvezetőnő, hogy ágyba bújjon vele. Valéria rendkívül elutasító a férfival, azt akarja, hogy minél hamarabb menjen el. Ekkor megjelenik a ház űrnője, aki felinvitálja magához a férfit, aki csak 20-25 perc múlva jön le. Valériának nyilvánvaló, hogy a férfi lefeküdt a nővel. Miután a férfi elmegy, Valéria bemegy a háziúrhoz, akiről kiderül, hogy a szeretője. 1966. május 28-án jelent meg az Élet és Irodalomban.[12] Az elbeszélés 1969. június 13-án németül, Hier wohnt Niemand címmel jelent meg a Budapester Rundschauban.[13] A novellát a szerző később jelentősen kibővítette és politikai tartalommal töltötte meg. Új címmel – Térdig érő szivárvány –  A megfigyelő című kötetében kapott helyet.[14]
- Menjünk át a hídon – Egy budapesti taxisofőr felvesz egy férfit, aki úti cél nélkül akar a városban utazni. A sofőr és utasa beszédbe elegyednek, de csak semmiségekről van szó. A sofőr egyre óvatosabb és kíváncsibb lesz a szokatlan fuvar miatt, és próbálja utasát beilleszteni az általa ismert embertípusok közé, próbálja kitalálni azt az élethelyzetet, amely a céltalan taxizást indokolhatja. A novella végül a központi kérdés megválaszolása nélkül ér véget. Az elbeszélés először az Élet és Irodalom 1966. április 2-ai számában, majd a Budapesti KISZ élet 1966. decemberi számában,[15][16] végül a Hajdú-bihari Napló 1978. március 26-ai számában látott napvilágot, ekkor Kétmillió meg egy címmel.[17]
- Érezd jól magad – Egy fiatalember és egy lány a strandon randevúzik. A férfi egy hordozható tévét hoz magával, és végig azt figyeli, ahelyett, hogy a lánnyal foglalkozna. 1967. január 7-én közölte az Élet és Irodalom, majd október 17-én rádiónovellaként hangzott el.[18]
- Baleset – Egy idős mozgalmi ember autóbalesetet szenved, miközben a szeretőjéhez tart. A kórházban elmeséli fiának, hogy indulás előtt, kapcsolatait kihasználva, szereltette meg autóját. Miközben várta, hogy a túlórára ott tartott szerelő végezzen, felismerni vélte benne egy régi beosztottját. Az apa elbeszéléséből kiderül, hogy annak idején közreműködött a férfi letartóztattatásában egy politikai ügyben. Az elbeszélés az Alföld 1969. novemberi számában jelent meg, majd decemberben rádiónovellaként hangzott el.[19][20]
- Őszi modell, férfiaknak – A fiatal lány azt hazudja szeretőjének, hogy valószínűleg gyereket vár tőle. Együtt elmennek a kórházba a vizsgálatra, de a lány elküldi a férfit. Néhány órán át nézelődik és sétálgat, majd közli a férfival, hogy megvizsgálták, és terhes. Ezután a férfi pénzt ad neki az abortuszra. Az Élet és Irodalom közölte 1966. október 1-jén.[21]  A Magyar Rádió 1967. november 26-án mutatta be a novellából készült hangjátékot Avar Istvánnal, Pap Évával és Schubert Évával.[20]
- Sárga tengeralattjáró – A családi autózás elmarad, mert az autó nem indul, és a kihívott szerelő sem tudja megcsinálni. A csalódás kihozza a nő, gyereke és új férje közötti feszültségeket. Az elfajuló veszekedésben mindenki kimondja legnagyobb sérelmeit. A novella a Kortárs 1967. decemberi számában jelent meg.[22]
- Szerencsés csillagzat – Egy katona megszökik a laktanyából, hogy meglátogassa szerelmét, de inkább egy házibuliba megy. Összemelegszik egy lánnyal, de mielőtt bármi történne, beleavatkozik egy verekedésbe, és lebukik. 1969. szeptember 27-én közölte az Élet és Irodalom.[23]

### 1970-1979
- Jó a kutyáknak – Két gazdag, férje által elhanyagolt nő napozik egy villa kertjében. A két nő lerészegedik, és egy pillanatra mintha vágyat éreznének egymás iránt, de inkább maradnak a kutyákról, kutyabetegségekről szóló felszínes beszélgetésnél. Először az Élet és Irodalomban jelent meg 1970. június 20-án.[24] Az író később a történet magját felhasználta a Zöld özvegyek című elbeszéléséhez, amely A csendárusban jelent meg.[25]
- Halló, zörög valaki? – Klára és Alex, a fiatal szerelmespár a lány anyjáért indul a kórházba, de beragadnak a panelház liftjébe. A fiú szeretné elérni, hogy a lány ne vigye haza anyját, hanem tetesse át az elfekvőbe, mert így továbbra is kettesben lehetnének Klára lakásában. Eközben hiába kérik a folyosón megjelenő lakókat, hogy szóljanak a házmesternek, egyikük sem hajlandó rá. Végül egy idős férfi riasztja a gondnokot, de ő is csak azért, mert be akarja jelenteni a lifttel „szórakozó” fiatalokat. Először az Élet és Irodalomban jelent meg 1972. február 12-én, majd 1973. január 28-án a Pest Megyei Hírlapban.[26]
- Hová tűnt Wasserspriccer Hugó? – Ironikus hangvételű elbeszélés egy elkényeztetett kisgyerekről, akinek a szülei úgy tesznek a kedvére, hogy az apja a boltban vásárolt hallal beúszik a tóba, és azt ráakasztja a horgászó gyerek horgára. 1973. február 3-án közölte a Nők Lapja.[27]
- Majd Albert odafönt megmondja – Egy idős testvérpár, Hilda és Emma fő időtöltése, hogy ismert emberek temetésére járnak. Az egyik halottról kiderül, hogy életében Emma szeretője volt, ami rávezeti Hildát arra, hogy férje, az imádott Albert is megcsalta húgával. Az elbeszélést először az Élet és Irodalom közölte 1975. április 28-án.[28]
- Tárgyalás baráti légkörben – Ironikus hangvételű elbeszélés egy gyári munkás felvételi beszélgetéséről, amelyben a résztvevők diplomáciai eleganciával tárgyalják ki a lehetetlen munkakörülményeket. 1976. augusztus 8-án látott napvilágot a Pest Megyei Hírlapban.[29]
- Eljő a nagy Varacskos – Szatíra egy harmadik világbeli baráti ország vezetőjének látogatásáról egy budapesti piacon. Az Új Tükör közölte 1978. november 12-én.[30]
- Környezettanulmány – Ironikus hangvételű elbeszélés egy szociográfus látogatásáról egy panelházban. Vendéglátója, Kovács Antal beszélgetésük során ráeszmél, hogy valószínűleg soha nem lesz lehetősége úgy élni, mint a nála ügyesebben helyezkedőknek. 1979. augusztus 14-én közölte a Képes Újság.[31]